# Самойлович Максим Олександрович
Максим Олександрович Самойлович (11 серпня 1980, Потсдам, Німецька Демократична Республіка — 12 вересня 2016, с. Чермалик, Волноваський район, Донецька область, Україна) — молодший сержант Збройних сил України, учасник війни на сході України (37-й окремий мотопіхотний батальйон, 56-та окрема мотопіхотна бригада), позивний «Сом».
Загинув під час під час обстрілу російськими терористичними військами з САУ 2С1 «Гвоздика».
По смерті залишилися дружина та дНагородиві доньки.
Похований м. Кам'янське, Дніпропетровська область, Алея Слави міського кладовища.

## Нагороди
Указом Президента України № 58/2017 від 10 березня 2017 року «за особисту мужність, виявлену у захисті державного суверенітету та територіальної цілісності України, самовіддане виконання військового обов'язку» нагороджений орденом «За мужність» III ступеня (посмертно).
Розпорядженням міського голови м. Кам’янське № 373-р «ос» від 11 жовтня 2016 року нагороджений пам’ятною відзнакою міського голови – нагрудним знаком «Захисник України» (посмертно).
Нагороджений відзнакою Начальника Генерального Штабу Збройних сил України «Учасник АТО».
Нагороджений відзнакою Всеукраїнської громадської організації «Спілка ветеранів та працівників силових структур України «ЗВИТЯГА» "Орденом "За вірність присязі".